# 南海实验中学
南海实验中学（简称“南实”）位于中国广东省佛山市南海区桂城街道，是由南海区政府规划、桂城街道政府属下桂城建筑公司投资兴建、南海区重点中学桂城中学主办的一所全日制寄宿民办公助学校。学校位于桂城街道东平路段，占地面积约100亩，建筑面积约42000平方米。

## 历任校长
- 陈晶敏（？-2010.9）
- 黄新古（2010.9-2016.9）
- 林景飞（2016.9-至今）

## 校园文化
- 校训：博爱 自强 求实 创新
- 教风：乐教 善导 科学 民主
- 学风：勤学 好问 笃行 创新

## 新校区
南海外国语学校（即南海实验中学三山校区）由佛山地区最具影响力的名校南海实验中学主办，是一所以小学和初中为主、规划有高中部的12年一贯制学校，于2014年9月正式开学。